# Kagunizi
Kagunizi är ett vattendrag i Burundi.   Det ligger i provinsen Cibitoke, i den nordvästra delen av landet, 40 kilometer norr om huvudstaden Bujumbura.
Omgivningarna runt Kagunizi är en mosaik av jordbruksmark och naturlig växtlighet. Runt Kagunizi är det tätbefolkat, med 319 invånare per kvadratkilometer.